# Nationale Straßen-Radsportmeister 2000
| Nation              | Straßenrennen – Männer      | Einzelzeitfahren – Männer | Straßenrennen – Frauen     | Einzelzeitfahren – Frauen     |
| ------------------- | --------------------------- | ------------------------- | -------------------------- | ----------------------------- |
| Ägypten             | Amr Elnady                  | Amr Elnady                | nicht ausgetragen          | nicht ausgetragen             |
| Algerien            | Fares Allik                 | Omar Slimane              | nicht ausgetragen          | nicht ausgetragen             |
| Argentinien         | Gabriel Curuchet            | Edgardo Simón             | Katia Montú                | Valeria Müller                |
| Australien          | Jamie Drew                  | nicht ausgetragen         | Anna Millward              | Tracey Gaudry                 |
| Belgien             | Axel Merckx                 | Rik Verbrugghe            | Evy van Damme              | Heidi Van De Vijver           |
| Brasilien           | Glauber de Souza            | Daniel Gonçalves          | Carla Camargo              | nicht ausgetragen             |
| Bulgarien           | Dimitjar Dimitrow           | Dimitjar Gospodinow       | nicht ausgetragen          | nicht ausgetragen             |
| Burkina Faso        | Saïdou Rouamba              | nicht ausgetragen         | nicht ausgetragen          | nicht ausgetragen             |
| Chile               | Marcelo Sandoval            | Luis Fernando Sepúlveda   | nicht ausgetragen          | nicht ausgetragen             |
| Dänemark            | Bo Hamburger                | Michael Sandstød          | Mette Fischer Andreasen    | Lisbeth Simper                |
| Deutschland         | Rolf Aldag                  | Michael Rich              | Hanka Kupfernagel          | Hanka Kupfernagel             |
| Estland             | Lauri Aus                   | Lauri Aus                 | nicht ausgetragen          | nicht ausgetragen             |
| Finnland            | Kjell Carlström             | Christian Selin           | Sirpa Ahlroos-Kouko        | nicht ausgetragen             |
| Frankreich          | Christophe Capelle          | Francisque Teyssier       | Jeannie Longo-Ciprelli     | Jeannie Longo-Ciprelli        |
| Griechenland        | Vasilis Anastopoulos        | Ioannis Tamouridis        | Eleftheria Ellinikaki      | Anastasia Pastourmatzi        |
| Großbritannien      | John Tanner                 | Chris Newton              | Ceris Gilfillan            | Ceris Gilfillan               |
| Guam                | Greg Jackson                | nicht ausgetragen         | nicht ausgetragen          | nicht ausgetragen             |
| Guatemala           | Miguel Ángel Pérez          | nicht ausgetragen         | nicht ausgetragen          | nicht ausgetragen             |
| Hongkong            | Wong Kam Po                 | Chun Ming Tsoi            | nicht ausgetragen          | nicht ausgetragen             |
| Irland              | David McCann                | Paul Healion              | nicht ausgetragen          | nicht ausgetragen             |
| Israel              | Yuval Steinman              | nicht ausgetragen         | nicht ausgetragen          | nicht ausgetragen             |
| Italien             | Michele Bartoli             | Marco Velo                | Gabriella Pregnolato       | Gabriella Pregnolato          |
| Japan               | Yoshiyuki Abe               | Yoshiyuki Abe             | Miho Oki                   | nicht ausgetragen             |
| BR Jugoslawien      | Saša Gajičić                | Aleksandar Nikačević      | nicht ausgetragen          | nicht ausgetragen             |
| Kanada              | Czeslaw Lukaszewicz         | Eric Wohlberg             | Sandy Espeseth             | Clara Hughes                  |
| Kasachstan          | Sergei Jakowlew             | Dmitri Fofonow            | nicht ausgetragen          | nicht ausgetragen             |
| Kolumbien           | Héctor Valenzuela           | Israel Ochoa              | nicht ausgetragen          | Flor Marina Delgadillo        |
| Kroatien            | Vladimir Miholjević         | Martin Čotar              | nicht ausgetragen          | nicht ausgetragen             |
| Kuba                | Adonis Cardoso              | Luis Romero Amarán        | nicht ausgetragen          | nicht ausgetragen             |
| Lettland            | Arvis Piziks                | Raivis Belohvoščiks       | nicht ausgetragen          | nicht ausgetragen             |
| Litauen             | Vladimir Smirnov            | Remigijus Lupeikis        | nicht ausgetragen          | nicht ausgetragen             |
| Luxemburg           | Benoît Joachim              | Steve Fogen               | nicht ausgetragen          | nicht ausgetragen             |
| Mexiko              | Miguel Arroyo Rosales       | Eduardo Sánchez           | nicht ausgetragen          | nicht ausgetragen             |
| Moldau              | Ruslan Ivanov               | Igor Pugaci               | nicht ausgetragen          | nicht ausgetragen             |
| Neuseeland          | Glen Thomson                | Lee Maxwell Vertongen     | Fiona Carswell-Ramage      | nicht ausgetragen             |
| Niederlande         | Léon van Bon                | Erik Dekker               | Mirjam Melchers-van Poppel | Leontien Zijlaard-van Moorsel |
| Norwegen            | Rune Jogert                 | Svein Gaute Hølestøl      | Aud Kari Berg              | Wenche Stensvold              |
| Österreich          | Werner Riebenbauer          | René Haselbacher          | Andrea Purner-Koschier     | Doris Posch                   |
| Polen               | Piotr Wadecki               | Piotr Wadecki             | Bogumiła Matusiak          | nicht ausgetragen             |
| Portugal            | Marco Morais                | Vítor Gamito              | nicht ausgetragen          | nicht ausgetragen             |
| Rumänien            | Emil Pavel Lupaș            | Emil Pavel Lupaș          | nicht ausgetragen          | nicht ausgetragen             |
| Russland            | Sergei Iwanow               | Jewgeni Petrow            | Swetlana Bubnenkowa        | nicht ausgetragen             |
| Schweden            | Stefan Adamsson             | Michael Andersson         | Madeleine Lindberg         | Jenny Algelid-Bengtsson       |
| Schweiz             | Markus Zberg                | Patrick Calcagni          | Diana Rast                 | Nicole Brändli                |
| Simbabwe            | Mark Marabini               | Mark Marabini             | nicht ausgetragen          | nicht ausgetragen             |
| Slowakei            | Róbert Nagy                 | Ondrej Slobodník          | nicht ausgetragen          | nicht ausgetragen             |
| Slowenien           | Andrej Hauptman             | Valter Bonča              | nicht ausgetragen          | nicht ausgetragen             |
| Spanien             | Álvaro González de Galdeano | José Iván Gutiérrez       | nicht ausgetragen          | nicht ausgetragen             |
| Südafrika           | Simon Kessler               | Robert Hunter             | Anriette Schoeman          | Ronel van Wyk                 |
| Syrien              | Omar Hasanein               | Omar Hasanein             | nicht ausgetragen          | nicht ausgetragen             |
| Trinidad und Tobago | Emile Abraham               | nicht ausgetragen         | nicht ausgetragen          | nicht ausgetragen             |
| Tschechien          | Miloš Pejcha                | Ondřej Sosenka            | Lada Kozlíková             | Lada Kozlíková                |
| Tunesien            | Ahmed M’Raihi               | nicht ausgetragen         | nicht ausgetragen          | nicht ausgetragen             |
| Ukraine             | Wolodymyr Duma              | Serhij Hontschar          | nicht ausgetragen          | nicht ausgetragen             |
| Ungarn              | László Bodrogi              | László Bodrogi            | nicht ausgetragen          | nicht ausgetragen             |
| Usbekistan          | Ulugbek Salamow             | Ulugbek Salamow           | nicht ausgetragen          | nicht ausgetragen             |
| Venezuela           | Tommy Alcédo                | José Chacón               | nicht ausgetragen          | nicht ausgetragen             |
| Vereinigte Staaten  | Fred Rodriguez              | Adham Sbeih               | nicht ausgetragen          | Mari Holden                   |
| Belarus             | Aljaksandr Kaslou           | Wiktar Rapinski           | Tatjana Makejewa           | Tatjana Makejewa              |